# Кондратюк Юрій Павлович
Кондратю́к Ю́рій Па́влович — Заслужений працівник культури України (2009р.), член Національної Спілки Письменників України (2014р.), лауреат премії ім. Бориса Тена (2023р.), лауреат премії ім. Л.Українки (2024р.), отримувач Почесної Відзнаки "Честь і Слава Романівщини" (2021р.),  майстер народної творчості України (1997р.). Народжений у місті Чуднів на Житомирщині 1 січня 1961 року. Поет, письменник, різьбяр по дереву, фотохудожник.

## Життєпис
Закінчив Київський державний інститут культури ім. О. Є. Корнійчука.
Працював директором Житомирського обласного Центру народної творчості з 2004 до квітня 2017
року, має звання «Майстра народної творчості України». Добре відомий на території області і далеко за її межами, як талановитий пропагандист та популяризатор, майстер народної творчості з художньої різьби по дереву, присвятивши себе відродженню та розвитку народного мистецтва Житомирщини.
Юрій Кондратюк як майстер представляє виключно авторські роботи з різьби по дереву.
Є постійним учасником усіх обласних виставок, протягом довгого часу очолює представницькі делегації майстрів на Всеукраїнських виставках.
Під його керівництвом формувалась експозиція виставки декоративно-прикладного та образотворчого мистецтва на творчому звіті Житомирщини в Палаці культури «Україна» міста Київ 2009 року.
Під керівництвом Ю. П. Кондратюка було створено експозицію виставки традиційного народного та сучасного декоративно-прикладного мистецтва Житомирської області «На рушниках Полісся рідне моє» яка пройшла 10 по 13 січня 2012 року у приміщенні Верховної Ради України.
Є керівником і організатором репрезентації найкращих зразків декоративно-прикладного мистецтва на Всеукраїнських акціях: «Великодній кошик» (Український дім, Київ) 2008, 2009, 2010 роки, «Сувенір України» (2007, 2008, 2009), «Туристична Україна», «День різьбяра в Пирогові», «Барвиста Україна» (2006, 2007, 2008, 2009).
Як майстер різьби по дереву разом з іншими майстрами є учасником фестивалю народної творчості Житомирщини — у Палаці мистецтв «України» (Київ, 2009), учасник підсумкової Національної виставки «Народне мистецтво — 10 річниця незалежності України» (Київ, Національний Палац мистецтв «Український дім»).
За ініціативи та під його керівництвом проводиться обласне Свято майстрів декоративно-прикладного мистецтва «Майстерний червень» — свято стало традиційним і проводилось в 2008, 2009 і 2010 роках щонеділі протягом червня-місяця.
Інінціював та керував виданням «Провісників» — періодичних альманахів-оглядів про творчі здобутки та діяльність народних умільців і фольклорних колективів. За його ініціативи в 2008 році у місті Новоград-Волинський проведено акцію — обласну творчу лабораторію із проблем збереження джерел національної духовності українського народу, утвердження, пропаганди традиційних свят, звичаїв, обрядів, пісенного фольклору, декоративно-прикладного мистецтва.
З метою популяризації традиційного для Житомирського Полісся декоративно-прикладного мистецтва започаткував роботу по відеозйомці майстер-класів найкращих майстрів Житомирщини.
Є постійним організатором та членом журі конкурсу автентичного співу «Пісня долю вишивала» — в рамках Міжнародного Свята «Лесині джерела», конкурсу автентичного співу на приз Ніни Матвієнко «Поліське перевесло», конкурсу фольклорних колективів «Бабусина пісня», свят «Караваю, мій раю», «Рушники рідного краю», «Лесині джерела», «Поліське весілля» та інших.
Приділяє увагу вивченню місцевих легенд, історичним фактам із життя древлян, українському колориту. Створив цикл робіт «Діди» на тему українства, його історичного минулого, боротьбу за незалежність; філософічні авторські образи трудівника поліщука, дохристиянського слов'янина втілені в дерево з художнім використанням структури матеріалу.
Займається пропагуванням народного мистецтва художньої обробки дерева під час персональних виставок, організації масштабних акцій, навчань методичних служб Будинків культури.
Активно виступає на телебаченні, в пресі та радіо — проти засилля кітчевих робіт, ярмарковості, примітивізму. Акцентує, в організації виставок, на традиції, творчій неповторності, мистецькій майстерності, а не на штампі.
За значні досягнення у роботі та здобутки в мистецтві неодноразово нагороджувався дипломами та грамотами обласного управління культури, обласної ради, обласної державної адміністрації, Міністерства культури України.
Жовтнем 2014 року прийнятий до лав НСПУ. Нині проживає в смт Романів де працює директором Краєзнавчого Музею Романівщини.